# 邪恶力量 (第二季)
美国超自然题材电视剧《邪恶力量》第二季讲述萨姆和迪恩两兄弟继续追寻父亲的复仇之路，在美国各地调查各种灵异事件，並且与超自然物种搏斗，并最终击败仇敌黄眼恶魔的故事。本季仍由埃里克·克莱普克主创，在CW电视台首播(2006年9月28日–2007年5月17日)，共22集。

## 剧情简介
在上季结尾，主角一家人取得了唯一能杀死恶魔的特制Colt枪，并找到了当年杀死母亲Mary的黄眼恶魔，不过没能把握机会。恶魔制造了车祸，導致三人全部陷入昏迷。
第2季开头，Winchester家三人就被军用直升机载到医院进行急救，但是Dean除了车祸受伤之外，还被黄眼恶魔狠狠地折磨过，所以陷入了重度昏迷。John召唤了黄眼恶魔，并用寇特枪和自己的生命换取Dean的归来。Dean和Sam两人对父亲的死感到异常痛苦并且难以接受，但是他们仍然继续著猎魔工作。他们随后遇到了许多与Sam有相似经历的人，母亲都在他们6个月大的时候离奇地死於育婴房里。这些人都在最近发现自己有了一些超能力。Dean跟Sam坦承，父亲曾叫Dean好好照顾Sam，但又说在必要的时候可以杀了他。两人后来开始意识到那些超能力青年正在进入黄眼恶魔设下的局。黄眼恶魔赋予了他们超能力，迫使他们在能力显现后经历各种考验并自相残杀，而唯一的胜出者将会领导一支由恶魔所组成的军队，并成为黄眼恶魔的棋子。
Sam后来被抓走，而恶魔猎人的联络点“Roadhouse”也被摧毁。Dean在大叔Bobby、大妈Ellen及超能力者Andy的帮助下，找到了Sam的下落，并试图摸清恶魔的下一步计划。Dean在一个乡野鬼镇上找到Sam时，却意外目睹Sam被另一名超能力者Jake当场杀死。Dean对于Sam的死完全无法接受，于是暗自与十字路口的恶魔做交易，用自己的灵魂换回Sam的生命。黄眼恶魔逼迫和教唆Jake进入恶魔不能进入的禁区，让Jake用特制Colt枪打开了禁区内的一个地狱之门，从中不断放出众多的地狱鬼魂，并与正好赶来的Dean和Sam等人对峙。父亲John的鬼魂也突然从地狱之门中逃出并缠住了黄眼恶魔，而Dean则乘黄眼恶魔设法挣脱之机击杀了黄眼恶魔。John的鬼魂对着2个儿子微笑一下后便消失不见。关上地狱之门后，Dean向Sam坦白自己已与恶魔做了交易，只剩下1年的生命。

## 演员

### 主要演员
- 賈烈·帕特力奇 (Jared Padalecki) 饰 弟弟萨姆·溫徹斯特 (Sam Winchester)
- 贊臣·艾克斯 (Jensen Ackles) 饰 哥哥迪恩·溫徹斯特 (Dean Winchester)
- 占姆·比弗 飾 对两兄弟情同父子的猎人大叔鮑比·辛格/辛波比 (Bobby Singer)

### 次要角色
- 杰弗里·迪恩·摩根 飾 父亲焦恩·溫徹斯特 (John Winchester)
- 萨曼莎·斯密斯（英语：Samantha Smith (actress)） 飾 母亲玛丽·温彻斯特/文瑪莉 (Mary Winchester)
- 阿隆娜·塔尔（英语：Alona Tal） 飾 常去联络点“Roadhouse”的女猎人乔安娜·贝斯·“乔”·哈维尔/夏朱兒 (Joanna Beth "Jo" Harvelle)
- 萨曼莎·菲瑞兹（英语：Samantha Ferris） 飾 常去联络点“Roadhouse”的猎人，乔的母亲愛倫·哈维尔/夏愛倫 (Ellen Harvelle)
- Chad Lindberg 飾 常在联络点“Roadhouse”的整理信息的猎人艾斯/雅殊 (Ash)
- 弗瑞德里克·林恩（英语：Fredric Lehne） 飾 黄眼恶魔（英语：Azazel (Supernatural)），恶魔之王阿撒泻勒 (Azazel)

### 多次登场配角
下列角色中，有的在第2季戏份极少，但在其它几季中是经常出现的角色。
- 阿德琳妮·帕里奇 飾 山姆的大学女友潔西卡·门罗（Jessica Moore）
- 斯特林·K·布朗 飾 嗜杀的猎人戈登/古登/高登·沃克 (Gordon Walker)
- 查勒兹·马利克·威菲德（英语：Charles Malik Whitfield） 飾 专门负责追捕两兄弟的联邦警探维克托·亨瑞克森 (Victor Henriksen)
- Gabriel Tigerman 飾 异能青年安德鲁·“安迪”·嘎拉赫 (Andrew "Andy"  Gallagher)
- 凯瑟琳·伊萨贝勒（英语：Katharine Isabelle） 飾 艾娃·威尔森 (Ava Wilson)
- 阿迪兹·霍治（英语：Aldis Hodge） 飾 杰克·塔利 (Jake Talley)
- 琳赛·麦基翁（英语：Lindsey McKeon） 飾 亡灵收割者（剧中的低阶死神）特萨 (Tessa)
- 小理察·斯贝特 飾 能够凭空造物的整人者 (Trickster)

本剧是单元剧。各集单独出现的主要配角较多，已移至后面的“分集主要配角列表”段落。

## 分集信息列表

### 分集主要配角列表
| 本季中的集数 | 集名                                     | 演员与角色 | 备注                                                              |
| ------------ | ---------------------------------------- | --- | ----------------------------------------------------------------- |
| 3            | Bloodlust                                | 安玻·本森 飾 蕾诺 (Lenore)。 |                                                                   |
| 4            | Children Shouldn't Play With Dead Things | Tamara Feldman 飾 安吉拉·麦森 (Angela Mason)。 |                                                                   |
| 6            | No Exit                                  | Stephen Aberle 飾 已故连环杀手H·H·贺姆斯 (H. H. Holmes)。 |                                                                   |
| 7            | The Usual Suspects                       | 琳达·巴莱尔 飾 迪安娜·巴拉德 (Diana Ballard)。 | 琳达·巴莱尔小的时候曾是20世纪70年代经典恐怖片《驱魔人》的女主演。 |
| 9            | Croatoan                                 | - Sonja Bennett 飾 护士帕梅拉·克莱顿 (Pamela Clayton)。 - Kate Jennings Grant 飾 医生阿曼达·李 (Amanda Lee)。 - 迪耶果·克拉腾霍夫 飾 杜安内·坦内 (Duane Tanner)。 |                                                                   |
| 11           | Playthings                               | - 安妮·沃兴 飾 单身母亲苏珊·汤普森 (Susan Thompson)。 - Matreya Fedor 飾 泰勒·汤普森 (Tyler Thompson)。 - 孔奇塔·坎贝尔 飾 玛姬·汤普森 (Maggie Thompson)。        |                                                                   |
| 12           | Nightshifter                             | Chris Gauthier 飾 若纳德·瑞兹尼克 (Ronald Reznick) |                                                                   |
| 13           | Houses of the Holy                       | - Denis Arndt 飾 若纳德神父 (Father Reynolds)。 - David Monahan 飾 托马斯·格里高利神父 (Father Thomas Gregory)。                                                  |                                                                   |
| 16           | Roadkill                                 | - 翠西亚·海尔弗 飾 莫莉·麦克纳马拉 (Molly McNamara)。 - Winston Rekert 飾 已故老翁乔那·格瑞利 (Jonah Greely)。                                                    | Winston Rekert于2012年去世。                                      |

### 制作信息与收视人数分集列表
| 总集数 | 集数 | 标题                                                 | 导演            | 编剧                                                                | 首播日期       | 制作代码 | 美国收视人数 (单位：百万) |
| ------ | ---- | ---------------------------------------------------- | --------------- | ------------------------------------------------------------------- | -------------- | -------- | ------------------------- |
| 23     | 1    | "In My Time of Dying"                                | 金姆·麥內茲     | 埃里克·克莱普克                                                     | 2006年9月28日  | 3T5501   | 3.93                      |
| 24     | 2    | "Everybody Loves a Clown"                            | 金姆·麥內茲     | 約翰·希班                                                           | 2006年10月5日  | 3T5502   | 3.34                      |
| 25     | 3    | "Bloodlust"                                          | 羅伯特·辛格     | 賽拉·甘布林                                                         | 2006年10月12日 | 3T5503   | 3.78                      |
| 26     | 4    | "Children Shouldn't Play with Dead Things"           | 金姆·麥內茲     | 萊兒·塔克                                                           | 2006年10月19日 | 3T5504   | 3.29                      |
| 27     | 5    | "Simon Said"                                         | 提姆·亞科法諾   | 本·艾德蘭德                                                         | 2006年10月26日 | 3T5505   | 3.65                      |
| 28     | 6    | "No Exit"                                            | 金姆·麥內茲     | 馬特·威騰                                                           | 2006年11月2日  | 3T5506   | 3.38                      |
| 29     | 7    | "The Usual Suspects"                                 | 邁克爾·羅爾     | 卡斯琳·漢弗萊斯                                                     | 2006年11月9日  | 3T5507   | 3.19                      |
| 30     | 8    | "Crossroad Blues"                                    | 史蒂夫·博伊姆   | 賽拉·甘布林                                                         | 2006年11月16日 | 3T5508   | 3.16                      |
| 31     | 9    | "Croatoan"                                           | 羅伯特·辛格     | 約翰·希班                                                           | 2006年12月7日  | 3T5509   | 3.12                      |
| 32     | 10   | "Hunted"                                             | 瑞秋·塔拉蕾     | 萊兒·塔克                                                           | 2007年1月11日  | 3T5510   | 3.24                      |
| 33     | 11   | "Playthings"                                         | 查勒茲·比森     | 馬特·威騰                                                           | 2007年1月18日  | 3T5511   | 3.44                      |
| 34     | 12   | "Nightshifter"                                       | 金姆·麥內茲     | 本·艾德蘭德                                                         | 2007年1月25日  | 3T5512   | 3.42                      |
| 35     | 13   | "Houses of the Holy"                                 | 金姆·麥內茲     | 賽拉·甘布林                                                         | 2007年2月1日   | 3T5513   | 3.37                      |
| 36     | 14   | "Born Under a Bad Sign"                              | J·米勒·托賓     | 卡斯琳·漢弗萊斯                                                     | 2007年2月8日   | 3T5514   | 2.84                      |
| 37     | 15   | "Tall Tales" (《天方夜谭》)                          | 布萊佛·梅       | 約翰·希班                                                           | 2007年2月15日  | 3T5515   | 3.03                      |
| 38     | 16   | "Roadkill"                                           | 查勒茲·比森     | 萊兒·塔克                                                           | 2007年3月15日  | 3T5516   | 3.52                      |
| 39     | 17   | "Heart"                                              | 金姆·麥內茲     | 賽拉·甘布林                                                         | 2007年3月22日  | 3T5517   | 3.38                      |
| 40     | 18   | "Hollywood Babylon"                                  | 金姆·麥內茲     | 本·艾德蘭德                                                         | 2007年4月19日  | 3T5518   | 3.25                      |
| 41     | 19   | "Folsom Prison Blues"                                | 邁克爾·羅爾     | 約翰·希班                                                           | 2007年4月26日  | 3T5519   | 3.33                      |
| 42     | 20   | "What Is and What Should Never Be" (《应该不应该》)  | 埃里克·克莱普克 | 萊兒·塔克                                                           | 2007年5月3日   | 3T5520   | 3.11                      |
| 43     | 21   | "All Hell Breaks Loose (Part 1)" (《地狱敞开 (上)》) | 羅伯特·辛格     | 賽拉·甘布林                                                         | 2007年5月10日  | 3T5521   | 2.90                      |
| 44     | 22   | "All Hell Breaks Loose (Part 2)" (《地狱敞开 (下)》) | 金姆·麥內茲     | 劇本創作 ：埃里克·克莱普克&邁克爾·T·摩爾 故事構思 ：埃里克·克莱普克 | 2007年5月17日  | 3T5522   | 2.72                      |

## 播出情况
因2006年9月18日WB电视台与UPN电视台合并为CW电视台，本剧的第2季变为在CW电视台首播。之后各季也都在CW电视台首播。

## 评论与反响
《邪恶力量》第2季的评分较低。虽然CW电视台希望能吸引到更多成年人观众，但本季的主要收视人群为青少年女孩。它在美国电视网黄金时段节目收视率榜中只排名第216位，美国平均收视率约为3.14百万人次，本剧能否续订一直到最后几集播出时都是很成问题的事情。尽管收视率不乐观，制作方后来还是决定续订新的一季。一位美国特种部队副军士长(Special Forces Soldier Master Sergeant)凯文·维斯(Kevin Wise)在2007年的《邪恶力量》见面会上曾提到在当时美军驻伊和驻阿士兵向总部征求的DVD消遣品中，请求数量最多的就是本剧的前2季。